# Калитинці
Кали́тинці — село в Україні, у Городоцькій міській територіальній громаді Хмельницького району Хмельницької області. Населення становить 144 осіб.

## Історія
7 (20) листопада 1917 року, відповідно до Третього Універсалу Української Центральної Ради, увійшло до складу Української Народної Республіки.
12 червня 2020 року, відповідно до розпорядження Кабінету Міністрів України № 727-р «Про визначення адміністративних центрів та затвердження територій територіальних громад Хмельницької області», увійшло до складу Городоцької міської громади.
19 липня 2020 року, в результаті адміністративно-територіальної реформи та ліквідації Городоцького району, увійшло до складу новоутвореного Хмельницького району.

## Населення
Згідно з переписом УРСР 1989 року чисельність наявного населення села становила 205 осіб, з яких 78 чоловіків та 127 жінок.
За переписом населення України 2001 року в селі мешкали 142 особи. 100 % населення вказало своєю рідною мовою українську мову.

## Галерея

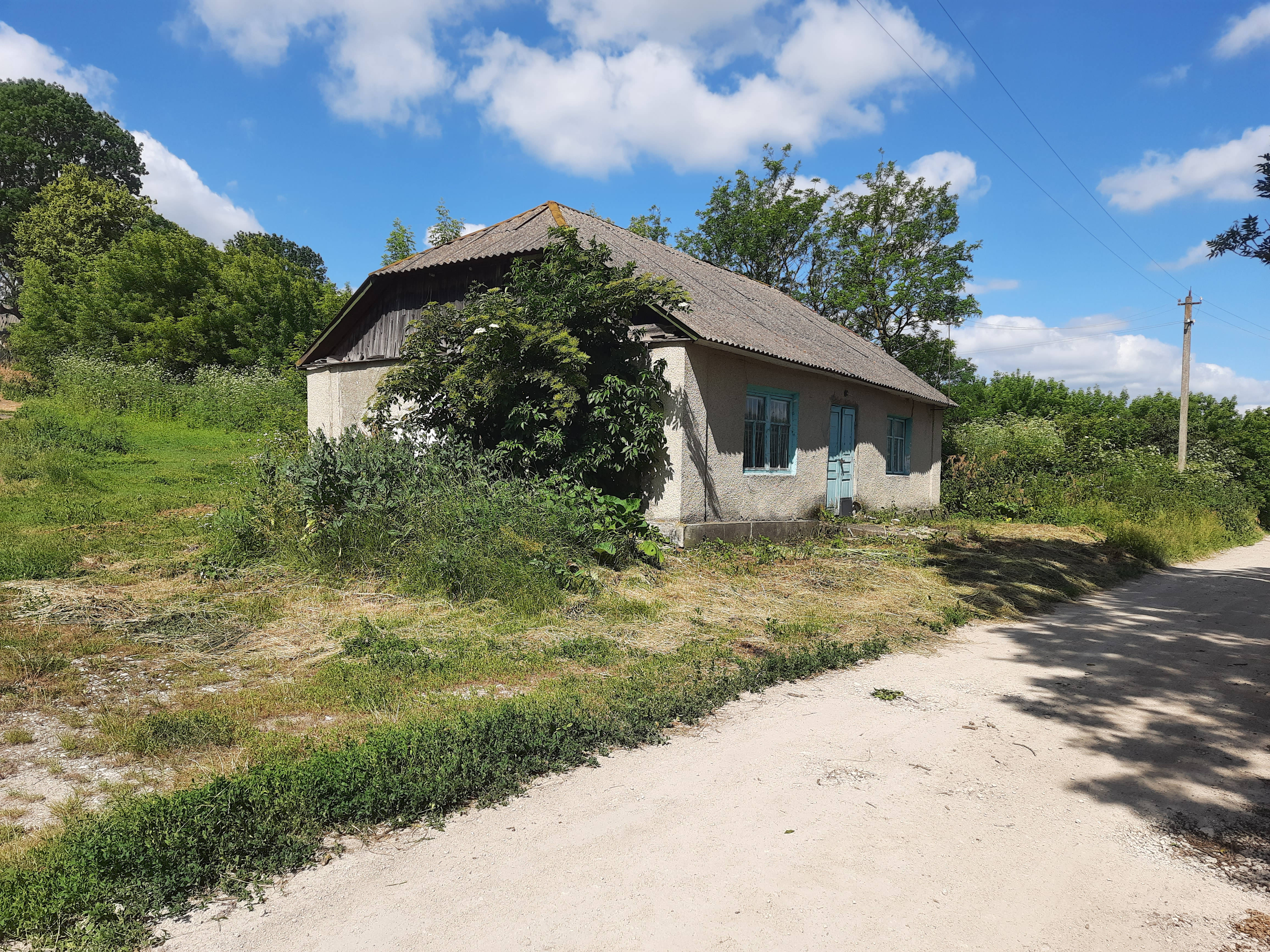
Крамниця
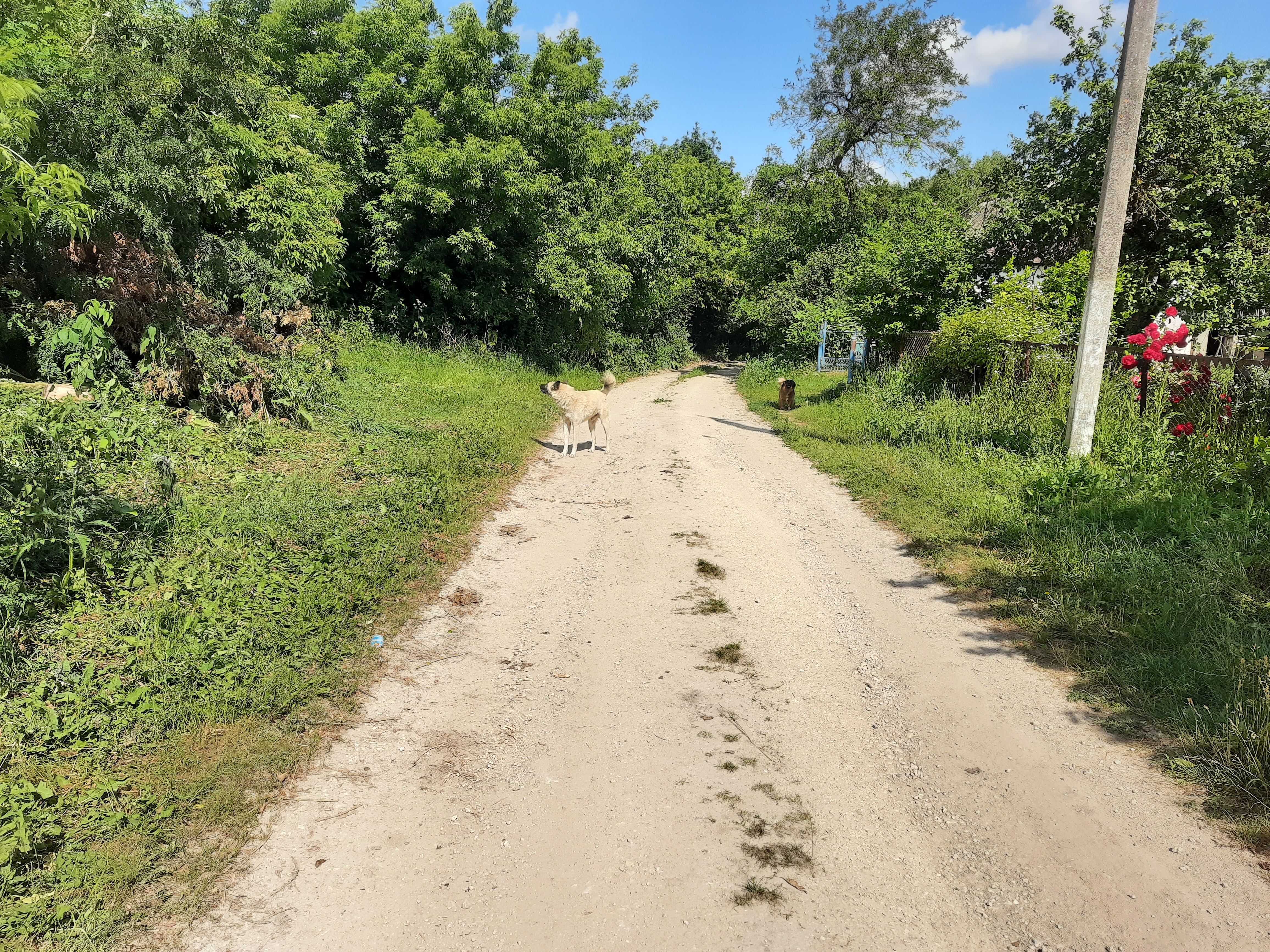
Сільська вулиця
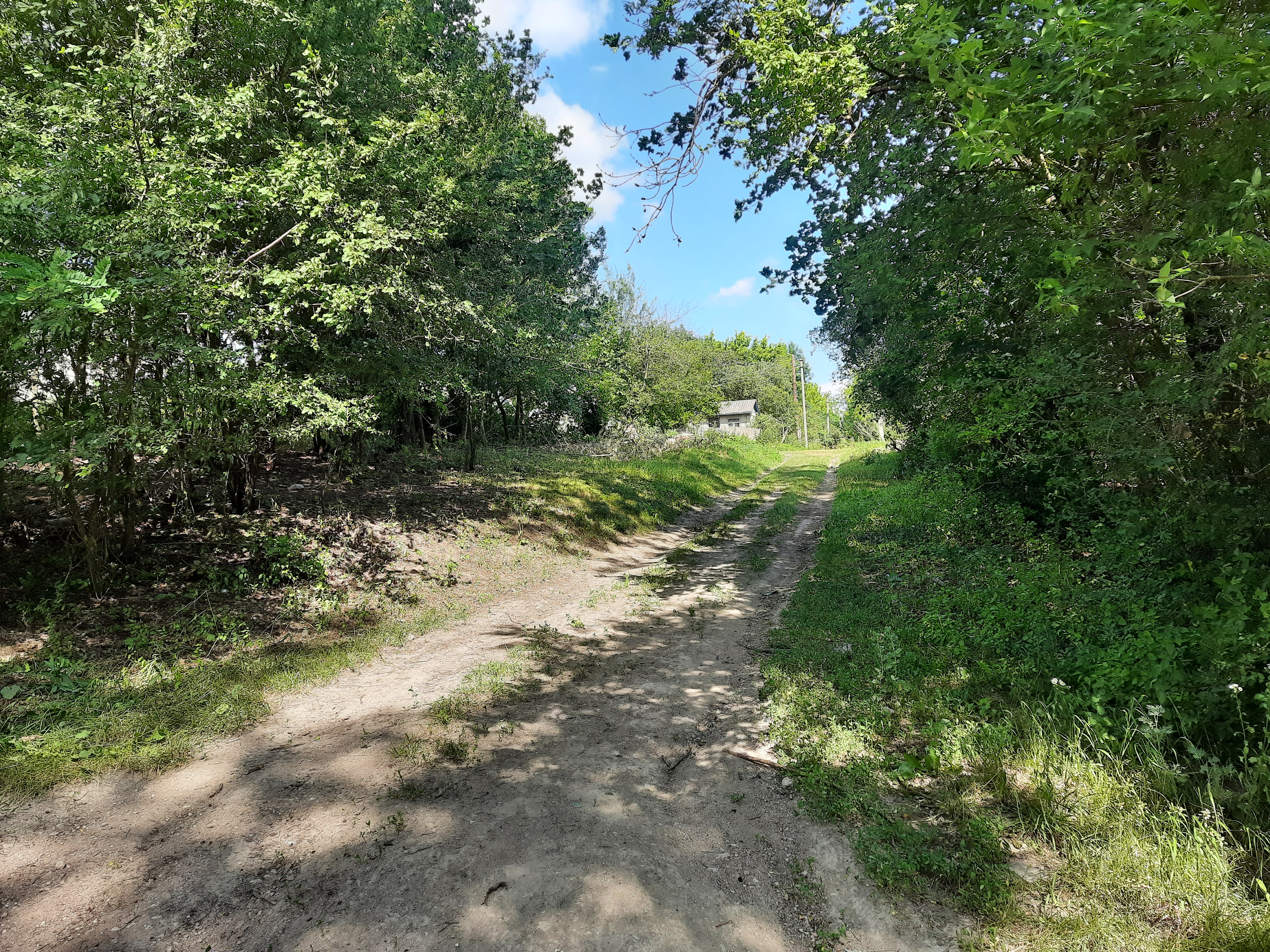
Сільська вулиця
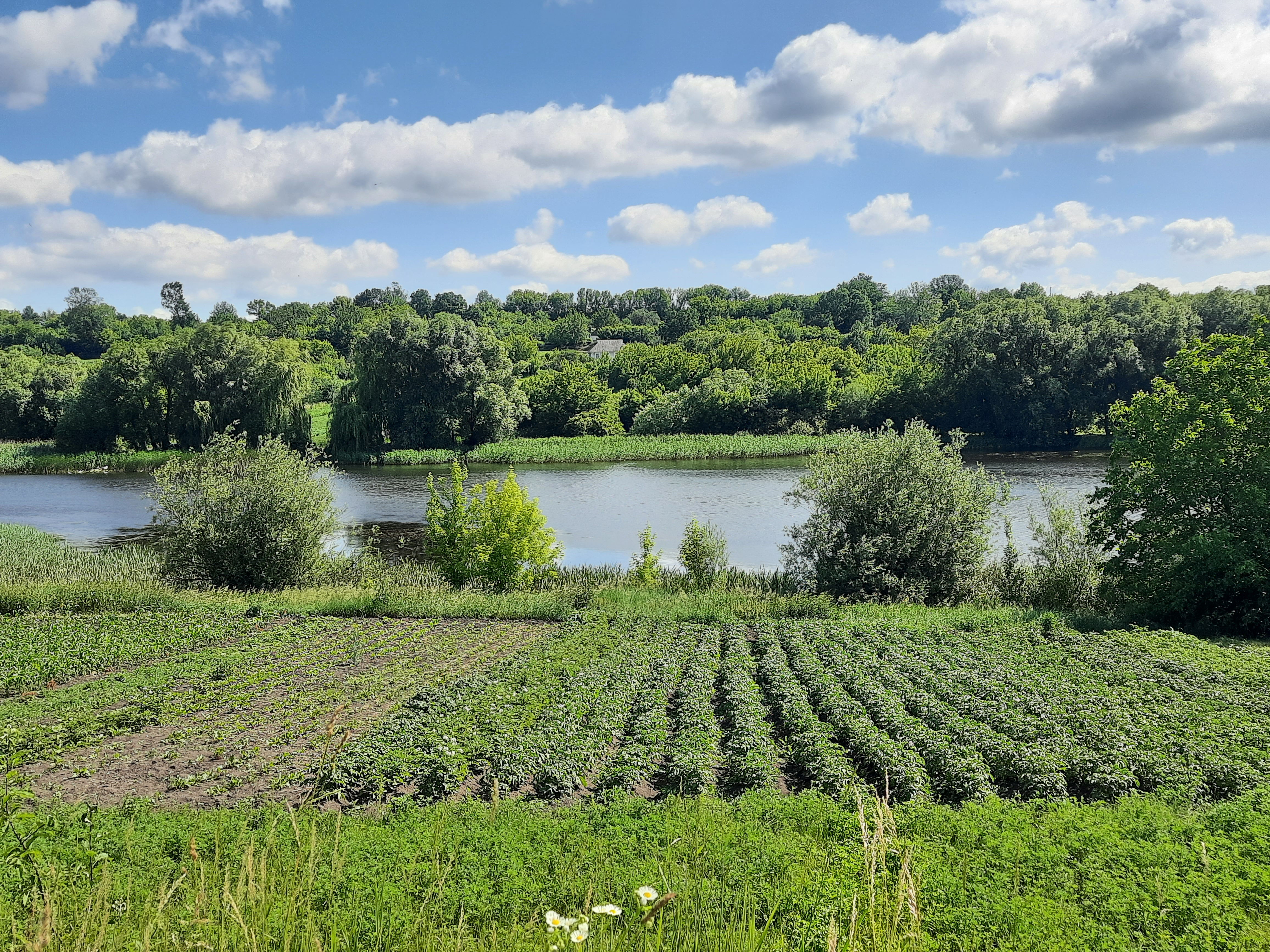
Став біля села
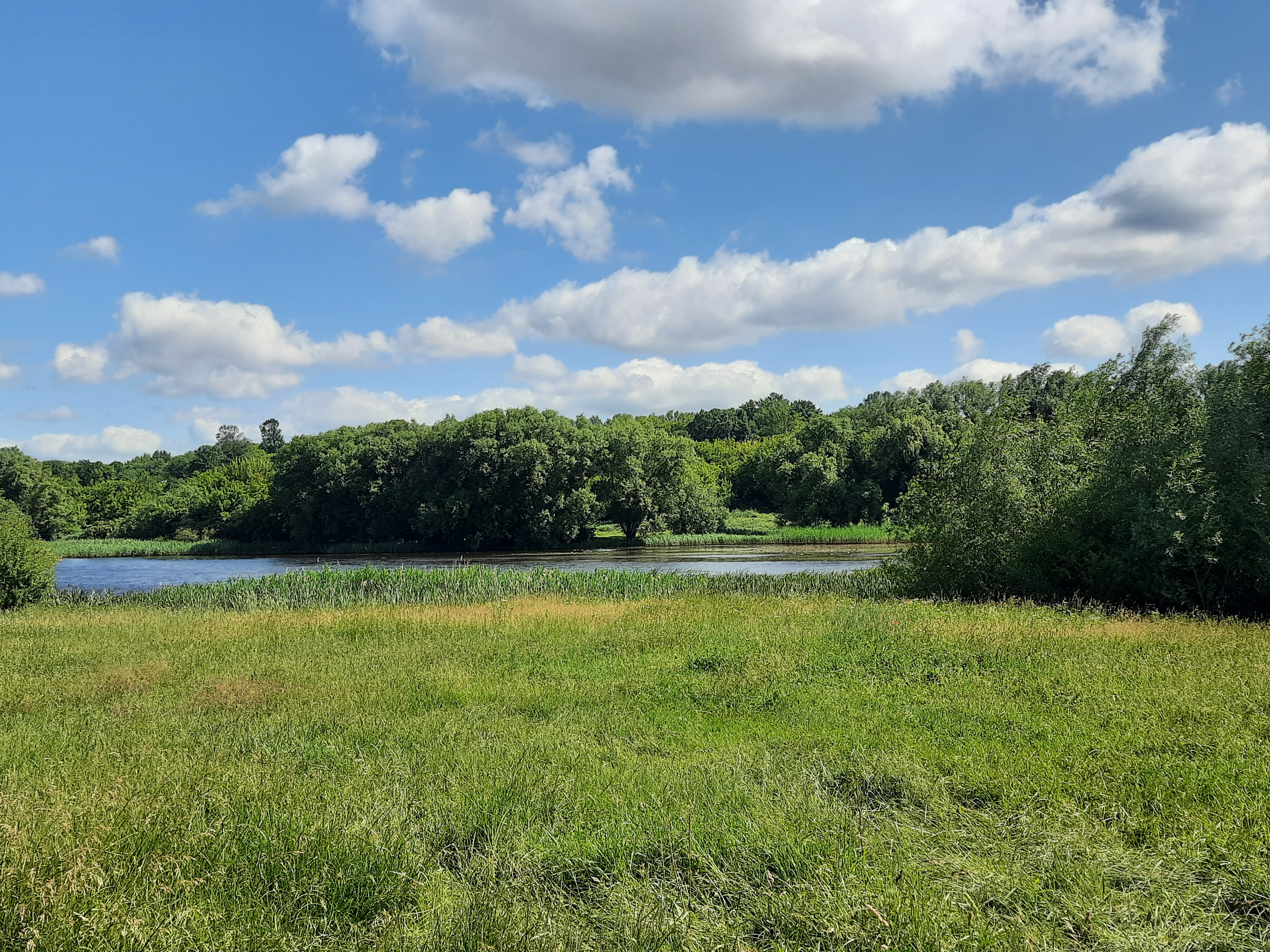
Сільський пейзаж